# جيم هارفي
جيم هارفي (بالإنجليزية: Jim Harvey)‏ (2 مايو 1958 في المملكة المتحدة - ) هو مدرب كرة قدم ولاعب كرة قدم بريطاني في مركز الوسط. شارك مع منتخب أيرلندا الشمالية تحت 21 سنة لكرة القدم. أما مع النوادي، فقد لعب مع غلينافون ونادي أرسنال ونادي بريستول سيتي ونادي ترانمير روفرز لكرة القدم ونادي ريكسهام ونادي ساوثبورت ونادي كرو ألكساندرا ونادي تشستر سيتي ونادي هيرفورد ونادي موركامب.

## وصلات خارجية
- جيم هارفي على موقع قاعدة بيانات كرة القدم.إي يو (الإنجليزية)